# Испанский военный контингент в Афганистане
Испанский военный контингент в Афганистане — подразделение вооружённых сил Испании, которое действовало в составе сил ISAF.

## История
Правительство Испании отправило два звена истребителей-бомбардировщиков EF-18A "Hornet", один самолёт-заправщик KC-130H, один транспортный самолёт C-295 и 50 военнослужащих на авиабазу Манас в Киргизии осенью 2001 года. После подписания соглашений в Бонне в декабре 2001 года испанский военный контингент был отправлен на территорию Афганистана.
В первые годы испанский контингент находился в районе Кабула. После вывода испанских войск из Ирака правительство Испании приняло решение о увеличении численности войск в Афганистане с 100 до 250 военнослужащих.
С 2005 года основным районом деятельности испанских войск стала провинция Бадгис.
В 2011 году правительство Испании объявило о намерении уменьшить военное присутствие в Афганистане и сократить численность испанского контингента ISAF.
По состоянию на 1 августа 2013 года численность контингента составляла 856 военнослужащих.
28 декабря 2014 года командование НАТО объявило о том, что операция "Несокрушимая свобода" в Афганистане завершена. Тем не менее, боевые действия в стране продолжались и иностранные войска остались в стране - в соответствии с начатой 1 января 2015 года операцией «Решительная поддержка», хотя их общая численность была уменьшена (в начале октября 2015 года испанский контингент составлял 410 военнослужащих, затем был сокращён до 25 военнослужащих).
19 декабря 2016 года в уезде Ali-Abad провинции Кундуз был похищен сотрудник Международного Красного Креста (гражданин Испании), но в январе 2017 года он был освобождён афганским спецназом.
В июле 2018 года численность испанского военного контингента составляла 40 военнослужащих.
В феврале 2020 года численность контингента составляла 66 военнослужащих.
14 апреля 2021 года президент США Джо Байден объявил о планах начала вывода американских войск из Афганистана в мае 2021 с завершением этого процесса к 11 сентября 2021 года. В этот же день решение о выводе войск «в течение нескольких следующих месяцев» приняли страны НАТО. 13 мая 2021 года Испания завершила эвакуацию войск и участие в операции.
В связи с приближением сил талибов к Кабулу, 13 августа 2021 года власти Испании приняли решение о эвакуации посольства и граждан. В это время в Афганистане находились десять сотрудников посольства (дипломаты и охранники) и шесть других граждан Испании.
15-16 августа 2021 года силы талибов заняли Кабул, и 16 августа 2021 года правительство Испании приняло решение отправить в Афганистан самолёты для эвакуации оставшихся в стране дипломатов, граждан Испании, иностранных граждан и афганских беженцев. Последние два самолёта ВВС Испании вылетели из международного аэропорта в Кабуле 27 августа 2021 года, всего испанскими самолётами были вывезены 1900 человек.

## Результаты
По официальным данным правительства Испании, за первые тринадцать лет участия страны в военной операции в Афганистане, до октября 2015 года в ней участвовали 26 тысяч военнослужащих вооружённых сил и гражданской гвардии Испании.
Потери испанского контингента с начала войны до конца 2014 года составили 35 военнослужащих погибшими и не менее 69 ранеными (но в эти потери не включены 62 военнослужащих Испании, погибшие 26 мая 2003 года в авиакатастрофе в Турции самолёта Як-42, на борту которого они возвращались из Афганистана).
В перечисленные выше потери не включены потери среди персонала ООН, который находился в Афганистане в рамках миссии United Nations Assistance Mission in Afghanistan, а также потери среди сотрудников полиции стран Евросоюза, которые находились в Афганистане по программе EUPOL — Afghanistan, но не являлись военнослужащими:
- 11 декабря 2015 года в ходе атаки на посольство Испании в Кабуле были убиты два (Isidro Gabino Sanmartín Hernández и Jorge García Tudela) и ранены ещё два сотрудника спецподразделения полиции Испании, обеспечивавшие охрану периметра посольства[12]

В перечисленные выше потери не включены потери «контрактников» сил коалиции (сотрудники иностранных частных военных и охранных компаний, компаний по разминированию, операторы авиатехники, а также иной гражданский персонал, действовавший в Афганистане с разрешения и в интересах стран коалиции):
- по данным из открытых источников, в Афганистане погибли по меньшей мере 3 гражданина Испании (получивший гражданство Испании переводчик испанского контингента ISAF Ataolah Taefik Alili, убитый 25 августа 2010 года[14]; пилот Antonio Planas, убитый в результате взрыва смертника в отеле "Intercontinental" в Кабуле в июне 2011 года[15] и врач Красного Креста, который был застрелен в городе Мазари-Шариф в сентябре 2017 года[16]).

В перечисленные выше потери не включены сведения о финансовых расходах на участие в войне, потерях в авиатехнике (16 августа 2005 года в провинции Герат разбился один вертолёт AS.532 «Кугуар» вооружённых сил Испании и ещё один получил повреждения; 25 сентября 2007 в провинции Бадгис был повреждён и уничтожен вертолёт AS.332 ВВС Испании; в начале июля 2008 года разбился беспилотный самолёт-разведчик «Searcher-2» испанского контингента), вооружении и ином военном имуществе испанского контингента в Афганистане.
- по данным Центра по изучению проблем мира имени Деласа (Centro Delàs de Estudios por la Paz), полученным из официальных отчетов правительства Испании перед Комиссией по обороне, общая сумма расходов на участие военной операции в Афганистане к маю 2021 года составила 3,821 миллиарда евро[18]